# 이치누노역
이치누노역(일본어: 市布駅)은 일본 나가사키현 이사하야시에 있는 규슈 여객철도 나가사키 본선의 역이다. 섬식 승강장 1면 2선의 구조를 지닌 지상역이다.

## 이용 현황
| 연도     | 하루 평균 승차 인원 |
| 2000년도 | 285                 |
| 2001년도 | 285                 |
| 2002년도 | 276                 |
| 2003년도 | 281                 |
| 2004년도 | 263                 |
| 2005년도 | 270                 |
| 2006년도 | 271                 |
| -------- | ------------------- |

## 역 주변
- 국도 제34호선
- 나가사키 자동차도 · 나가사키 바이패스 나가사키타라미 나들목

## 역사
- 1972년 10월 2일 : 철도성이 개업.
- 1987년 4월 1일 : 일본국유철도 분할 민영화에 의해 규슈 여객철도로 이관.

## 인접 정차역
| 규슈 여객철도 나가사키 본선 | 규슈 여객철도 나가사키 본선 | 규슈 여객철도 나가사키 본선 |
| --------------------------- | --------------------------- | --------------------------- |
| 기키쓰 이사하야 방면        | ■ 쾌속 '시사이드 라이너'    | 히젠코가 나가사키 방면      |
| 기키쓰 도스 방면            | ■ 보통                      | 히젠코가 나가사키 방면      |